# Internationale rechtshulp
Met Internationale rechtshulp wordt over het algemeen de hulp bedoeld die staten elkaar verlenen bij de strafrechtelijke opsporing en vervolging van misdrijven. Ook in het privaatrecht kan overigens sprake zijn van internationale rechtshulp.

## Soorten rechtshulp
Er wordt in de literatuur onderscheid gemaakt naar vier soorten van rechtshulp:
1. uitlevering
2. overdracht van strafvervolging
3. overdracht van strafexecutie
4. kleine rechtshulp, ook wel de wederzijdse rechtshulp genoemd.

## Juridische bases
Uitgangspunt bij de samenwerking is dat staten soevereiniteit bezitten waardoor de ene staat geen jurisdictie heeft op het grondgebied van de andere staat. In de huidige maatschappij hebben grenzen echter een andere betekenis gekregen waardoor staten niet meer alleen in staat zijn criminaliteit effectief te bestrijden. Zij willen elkaar behulpzaam zijn in de bestrijding van (de al dan niet georganiseerde) criminaliteit en sluiten verdragen met elkaar om de samenwerking te regelen. In Europa zijn de verdragen van de Raad van Europa de meest gebruikte verdragen in de internationale rechtshulp in strafzaken. In EU-verband is in Nederland sinds 2004, in België sinds 2005 de EU-rechtshulpovereenkomst van kracht die voortbouwt op het Europees verdrag voor wederzijdse rechtshulp in strafzaken.

## Politiesamenwerking
Internationale politiesamenwerking maakt deel uit van de wederzijdse rechtshulp in strafzaken. Het gaat daarbij veelal om informatie-uitwisseling die kan plaatsvinden zonder tussenkomst van een justitiële autoriteit. In de EU bieden de Schengen Uitvoeringsovereenkomst en de EU-rechtshulpovereenkomst de belangrijkste juridische bases voor deze internationale politiesamenwerking. Vanwege de verschillen in de juridische systemen in de diverse landen en daarmee verschillen in de bevoegdheden van de politie, lopen justitiële en politiële samenwerking vaak in elkaar over.

## AIRS
Centraal aanspreekpunt voor de internationale rechtshulp in strafzaken voor Nederland is de Afdeling Internationale Rechtshulp in Strafzaken (AIRS) die valt onder de Directie Juridische en Operationele Aangelegenheden van het Ministerie van Justitie.

AIRS heette voorheen BIRS (Bureau Internationale Rechtshulp in Strafzaken).